# 大阪府立貿易専門学校
大阪府立貿易専門学校（おおさかふりつ ぼうえきせんもんがっこう）は、かつて大阪府大阪市にあった、大阪府立の専修学校。
2年制の専門課程を設置し、貿易実務や国際ビジネスについて学ぶことを目的としていた。
英語表記は、Osaka College Of Foreign TradeでOCFTと略されていた。

## 概要
1948年に1年制の各種学校「大阪高等貿易講習所」として、大阪市東区橋詰町（現在の大阪市中央区本町橋）で創立したことが、学校の始まりとなっている。その後2年制の専修学校へと改編された。公立の貿易実務分野の専修学校は、当時日本で唯一となっていた。
しかし大阪府の財政難に伴い、2001年に廃校の方針が示された。学生や関係者らによる廃校反対運動も起こったが、2003年度からの新規学生募集を停止し、最後の卒業生を出した2004年3月に廃校された。

## 沿革
- 1948年5月1日 - 大阪高等貿易講習所として、大阪市東区橋詰町で創立。1年制の各種学校として発足。
- 1967年4月1日 - 2年制となり、大阪府立貿易専門学校と改称。
- 1976年4月1日 - 学校教育法の改正により、各種学校から2年制の専修学校専門課程（専門学校）になる。
- 1985年4月1日 - 大阪市天王寺区夕陽丘町へ移転。
- 1995年4月1日 - 大阪市住吉区帝塚山東2丁目へ移転。
- 1998年12月25日 - 住吉区帝塚山東2丁目、最終所在地の校舎に移転。
- 2001年 - 大阪府議会9月議会で廃校の方針が決定。
- 2003年 - この年から新入生の募集を停止。
- 2004年 - 廃校。

## 最終所在地
- 大阪市住吉区帝塚山東2丁目1番41号

最終所在地の校地は、旧制大阪府女子専門学校→新制大阪女子大学（1924年-1976年9月）、大阪府立看護短期大学（1978年-1994年）、 大阪府警住吉警察署仮庁舎（1994年 - 1998年）としても使用されてきた。
跡地は2000年代後半まで廃校当時のまま残っていたが、2010年には旧校舎は取り壊され更地になった。2011年から跡地に老人ホームが建設され、2012年7月に竣工した。